# Micropterix corcyrella
Micropterix corcyrella és una espècie d'arna de la família Micropterigidae. Va ser descrita per Thomas de Grey, 6è baró de Walsingham, l'any 1919.
És una espècie endèmica d'Eslovènia, Sèrbia, Montenegro, Macedònia, Bulgària i Grècia.
Té una envergadura d'uns 6.5 mm.

## Subespècies
- Micropterix corcyrella corcyrella Walsingham, 1919 (Grècia, Bulgària, Macedònia)
- Micropterix corcyrella cephaloniensis Kurz, Kurz & Zeller, 2004 (Kefallinia)